# Leucochrysa pacifica
Leucochrysa pacifica är en insektsart som först beskrevs av Navás 1929.  Leucochrysa pacifica ingår i släktet Leucochrysa och familjen guldögonsländor. Inga underarter finns listade i Catalogue of Life.